# Liechtenstein az 1952. évi nyári olimpiai játékokon
Liechtenstein a finnországi Helsinkiben megrendezett 1952. évi nyári olimpiai játékok egyik részt vevő nemzete volt. Az országot az olimpián 1 sportágban 2 sportoló képviselte, akik érmet nem szereztek.

## Kerékpározás

### Országúti kerékpározás
| Versenyző     | Versenyszám | Eredmény             | Helyezés |
| ------------- | ----------- | -------------------- | -------- |
| Ewald Hasler  | Egyéni      | 5:23:34,8 (+17:31,4) | 43.      |
| Alois Lampert | Egyéni      | 5:20:06,6 (+14:03,2) | 30.      |